# Магл
В серии книг о Гарри Поттере магл — человек, который лишен магических способностей и не родился в семье волшебников. Они отличаются от сквибов, людей без магических способностей с одним или обоими родителями-волшебниками, а также от маглорождённых («грязнокровок»), которыми называют волшебников, чьи родители лишены магических способностей.
Термин маглы в книгах иногда используется в уничижительной манере. Маглы обычно не знают ничего о магическом мире, в отличие от ведьм и колдунов.
По мнению автора книг о Гарри Потере, Джоан Роулинг, у четверти первогодок в Хогвартсе оба родителя маглы; есть также дети, у которых один родитель волшебник, а другой магл. Детей таких смешанных браков называют полукровками; детей с недавним предком-маглом с одной из сторон также называют полукровками. Наиболее выдающимся маглорождённым персонажем в серии о Гарри Поттере является Гермиона Грейнджер, у которой оба родителя были маглами. Ведьма или волшебник, у которых все предки — волшебники, называется чистокровным.
В книгах маглы часто изображаются как недалёкие персонажи, которые понятия не имеют о волшебном мире, существующем у них под носом. Если по стечению обстоятельств маглы всё же узнают о магическом мире, Министерство магии посылает людей, которые заклятьями заставляют их забыть об этом.
Однако некоторые маглы знают о волшебном мире. Это родители-маглы детей с магическими способностями, таких как Гермиона Грейнджер, магловский премьер-министр (и его предшественники), семья Дурсль (маглы и единственные живые родственники Гарри Поттера) и маглы-супруги ведьм и колдунов.
Роулинг заявила, что она создала слово «магл» от «mug», английского термина для тех, кого легко обмануть. Она добавила суффикс «le», чтобы это звучало менее обидно и более «мягко».
Магл — это, по словам Эбботта Уолтер Бауэра, автора Scotichronicon, «хвост англичанина». В книге Алистера Моффата «История о границах от древних времен» пишется, что шотландцы XIII века были убеждены в том, будто у англичан есть хвосты. Эрнест Брама ссылается на «коварных маглов» в детективном рассказе, опубликованном за несколько десятилетий до книг о Поттере («Призрак в Массингемском особняке», Доран, Нью-Йорк, 1924).
Самой Роулинг был предъявлен иск за использование слова «магл» в книгах о Гарри Поттере.